# 超國家主義 (國際關係)
超國家主義（英語：supranationalism）是一個國際關係中的概念，指國家將其主權讓給國家之上的主體；國家之上的主體即使未獲得所有參加國的同意，仍可作出具有強制力的決議。和超國家主義相反的概念是政府間主義。國際主義及非政府組織的國際運作某程度上也體現出部分的超國家主義。
前法國總理及外交部長、歐洲經濟共同體奠基者罗贝尔·舒曼和讓·莫內被認為是超國家統合論之父。現在最典型的超國家主義實例是歐洲聯盟和俄白联盟国。